# Bragues
|  | «calces» redirigeix aquí. Vegeu-ne altres significats a «mitja». |

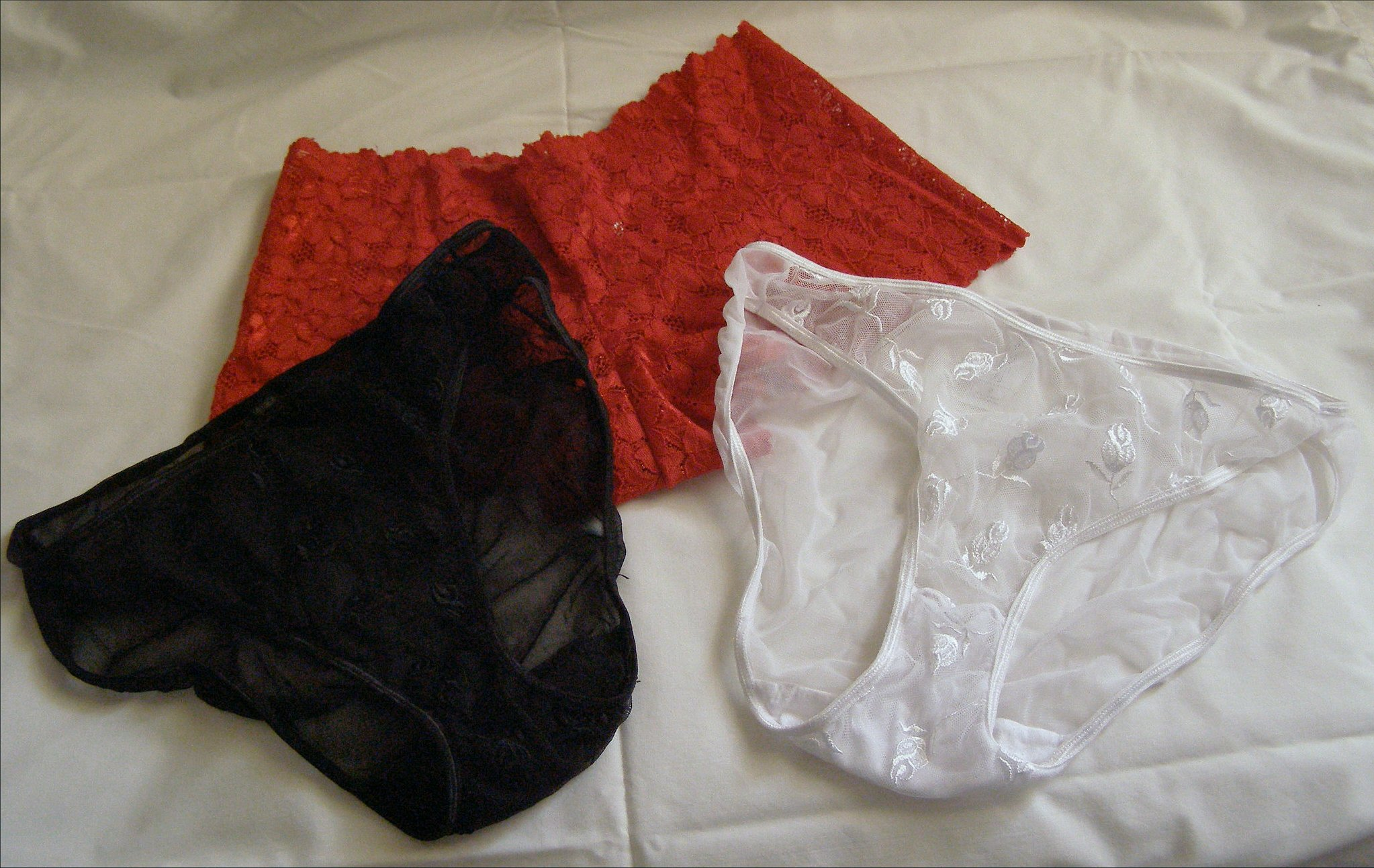
Diverses calces

Les bragues, calces o calcetes són una peça de roba interior femenina que s'ajusta a la cintura i cobreix des d'aquesta fins a l'engonal, almenys. En l'actualitat les calces més corrents tenen forma anatòmica, ajustada al cos amb tres obertures, una per a la cintura i dues de simètriques per a les cuixes. Les bragues també són dites calçotets, si bé aquesta apel·lació s'usa més per al l'equivalent masculí.
Les bragues han evolucionat molt al llarg de la història; en el segle xix, per exemple, arribaven fins als genolls o més avall. Les de tipus actual sorgeixen en la dècada de 1920, bé que la seva superfície no ha deixat de reduir-se de llavors ençà. Actualment n'hi ha diversos tipus, entre els quals destaca el tanga, d'origen brasiler, que deixa al descobert les natges.
Com gairebé tota la roba interior, és una peça de roba higiènica i pràctica que la moda i l'erotisme han transformat en un objecte més del glamur i la seducció.

## Terminologia segons els parlars catalans

A les illes Balears, a les Terres de l'Ebre, al sud de la Franja de Ponent i a una gran part del País Valencià, calces equival a mitges, i calcetins són els mitjons'; les calces pròpiament dites hi són, doncs, bragues. Açò pot comportar confusions importants. Aquesta dualitat de denominacions té explicació històrica: originàriament, aquesta peça de roba s'anomenava braga en català (del llatí braccae), i cobria l'abdomen i la cuixa. Quan, en el segle xvi, les calces (arcaisme) tradicionals es dividiren en dues parts, la superior, anomenada també calça, tendí a fondre's amb la braga; alhora, la part inferior de l'antiga calça, independitzada, rebé el nom descriptiu de mitja calça. Amb el temps, les zones centrals de la llengua simplificaren la dualitat terminològica braga/calça i calça/mitja calça tot denominant calça la peça superior i mitja la peça inferior; les àrees laterals, en canvi, han fet la simplificació tot conservant les denominacions originàries. Al Rosselló les calces són els pantalons i les mitges són els mitjons.